# Ashley Mary Nunes
Ashley Mary Nunes (* 21. November 1982 in Contra Costa, Kalifornien) ist eine US-amerikanische Schauspielerin.

## Leben
Ashley Mary Nunes wollte bereits als Kind Schauspielerin werden und sprach in der Grundschule unter anderem für Jack vor, das Casting zog sich jedoch über mehrere Jahre hin und schließlich war sie zu alt für die Rolle. In der Middleschool begann sie jedoch mit Leichtathletik und konzentrierte sich darauf. Anschließend studierte sie an der California State University, Stanislaus von 2004 bis 2008 Psychologie.
Anschließend arbeitete sie als Bewährungshelferin, bis sie ihrem Bruder Todd Nunes nach Hollywood folgte. Beide waren seit ihrer Kindheit von Horrorfilmen fasziniert und während ihr Bruder Drehbuchautor und Filmregisseur wurde, beschloss Ashley nun endlich Schauspielerin zu werden.
2007 hatte sie bereits eine Rolle im Kurzfilm The Fog Lady, 2011 in Here Comes Santa, beide von ihrem Bruder gedreht. Ab 2013 trat sie in der ersten Staffel der Syfy-Show Robot Combat League an, bei dem Roboter gegeneinander antreten. In der von Wrestler Chris Jericho moderierten Show erreichte sie mit ihrem Partner Kyle Samuelson das Finale, verlor aber.
2014 trat sie dann im Horrorfilm Scary Larry, dem Debüt-Spielfilm ihres Bruders mit. 2015 spielte sie die Hauptrolle im Film Santa’s Knocking. Für ihre Performance dort wurde sie beim The Action on Film International Film Festival mit dem zweiten Platz in der Kategorie „Beste Schauspielerin“ ausgezeichnet. Nominiert war sie zusammen mit dem Rest der Cast als „Best Ensemble“ beim RIP Horror Film Festival.

## Filmografie (Auswahl)
- 2007: The Fog Lady (Kurzfilm)
- 2007: Two Brothers (Kurzfilm)
- 2011: Here Comes Santa (Kurzfilm)
- 2012: Headhunt
- 2013: Robot Combat League (Fernsehshow)
- 2013: Average Party (Kurzfilm)
- 2014: Scary Larry
- 2015: Santa’s Knocking (All Through the House)
- 2016: Mark Upon the Flesh (Kurzfilm)
- 2017: The Nightmare Clock (Kurzfilm)